# Stickwitu
Singles de The Pussycat Dolls
Don't Cha
(2005) Beep
(2006)
Stickwitu est une chanson des Pussycat Dolls sortie en 2005 sur l'album PCD.

## Classements hebdomadaires
| Classements (2005-2006)                 | Meilleure position |
| --------------------------------------- | ------------------ |
| Allemagne (GfK Entertainment)           | 11                 |
| Australie (ARIA)                        | 2                  |
| Autriche (Ö3 Austria Top 40)            | 11                 |
| Belgique (Flandre Ultratop 50 Singles)  | 5                  |
| Belgique (Wallonie Ultratop 50 Singles) | 33                 |
| États-Unis (Billboard Hot 100)          | 5                  |
| États-Unis (Top 40 Mainstream)          | 1                  |
| France (SNEP)                           | 17                 |
| Irlande (IRMA)                          | 2                  |
| Italie (FIMI)                           | 6                  |
| Norvège (VG-lista)                      | 3                  |
| Nouvelle-Zélande (RMNZ)                 | 1                  |
| Pays-Bas (Single Top 100)               | 2                  |
| Royaume-Uni (UK Singles Chart)          | 1                  |
| Royaume-Uni (UK R&B Chart)              | 1                  |
| Suède (Sverigetopplistan)               | 28                 |
| Suisse (Schweizer Hitparade)            | 6                  |

## Vidéo musicale
Le clip vidéo de la chanson, réalisé par Nigel Dick, a été diffusé pour la première fois sur MTV.com le 13 octobre 2005. Le clip a été filmé en juillet 2005. dans différents endroits de Los Angeles, y compris le Orpheum Theatre sur une période de deux jours. Les Pussycat Dolls ont fait appel à Dick pour réaliser la vidéo car elles voulaient conserver l'élan acquis avec leur premier single, "Don't Cha". Dick a admis qu'il ressentait la pression de livrer. "Cette vidéo établit la façon dont elles veulent être vues à partir de maintenant. Mais c'est comme ça que ça a toujours été pour moi. J'ai eu beaucoup de chance dans ma carrière de faire des vidéos pour des personnes qui sont très cruciales dans la carrière des artistes." Le groupe a estimé que "Stickwitu" aiderait chaque fille à être plus identifiable en montrant différentes facettes de leur personnalité. Scherzinger a expliqué que « cette vidéo montre beaucoup plus de vulnérabilité. Une partie [montre] la force de faire ce que nous faisons [en tant qu'interprètes] ; l'autre est de montrer que nous avons nos vulnérabilités dans la vie en essayant de maintenir des relations pendant que nous sommes sur la route. Nous voulions nous assurer que chacune d'entre nous soit identifiable dans cette vidéo, que vous puissiez connaître chaque fille un peu plus et voir à quoi nous ressemblons en tournée et en dehors. »
James Montgomery de MTV a déclaré que la vidéo réussit à être « à la fois très mode et low-cost, glamour et, euh, audacieuse » où, selon Scherzinger, c'est « une journée dans la vie des Pussycat Dolls sur la route ». Le réalisateur a ajouté que le clip est « une [représentation photographique] de la vie des Pussycat Dolls : voyager, se préparer pour les concerts, être sur la route "Le bus de tournée, une séance photo, un réveil dans un motel, une conversation au téléphone avec le petit ami, un sound-check. C'est informel mais beau. Ce n'est pas du rock and roll, c'est le monde de la pop urbaine."